# 飞鹅庵
飞鹅庵，位于中国广东省惠州市惠东县县城飞鹅中学，为惠东县的一个县级文物保护单位，类型为古建筑，公布时间为2000年。
飞鹅庵的历史年代为清嘉庆。